# Plantel da Ring of Honor
A seguir está uma lista de lutadores profissionais, árbitros, locutores e outros funcionários que atualmente trabalham para a Ring of Honor (ROH), uma promoção de wrestling de propriedade de Tony Khan.
Os funcionários e gestores listados são organizados de acordo com sua função na empresa. O nome no ringue de cada funcionário aparece na primeira coluna, enquanto o nome real está na segunda coluna. A ROH classifica seus lutadores de desenvolvimento trabalhando no ROH Dojo (independentemente do gênero) como o "Futuro da Honra".

## Gestão
A família Khan são os proprietários e altos executivos da ROH.

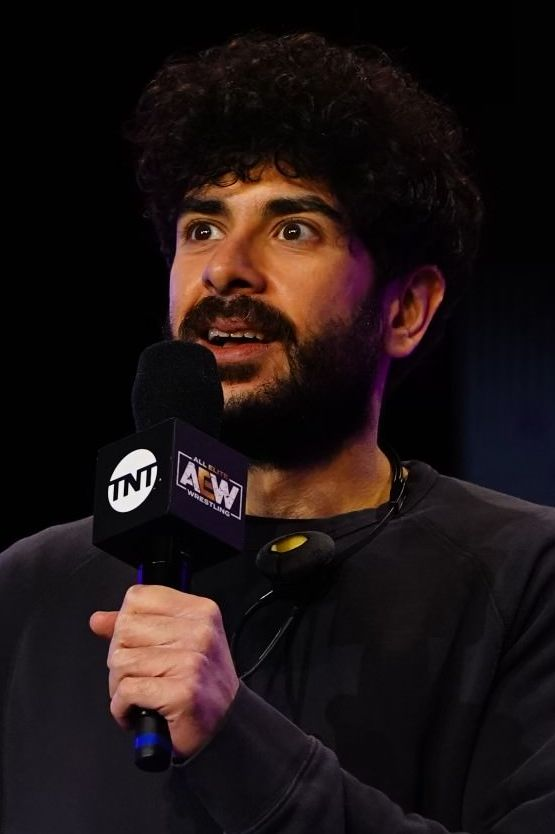
Tony Khan

| Nome no ringue | Nome real   | Notas        |
| -------------- | ----------- | ------------ |
| Tony Khan      | Antony Khan | Proprietário |

## Plantel

### Divisão masculina

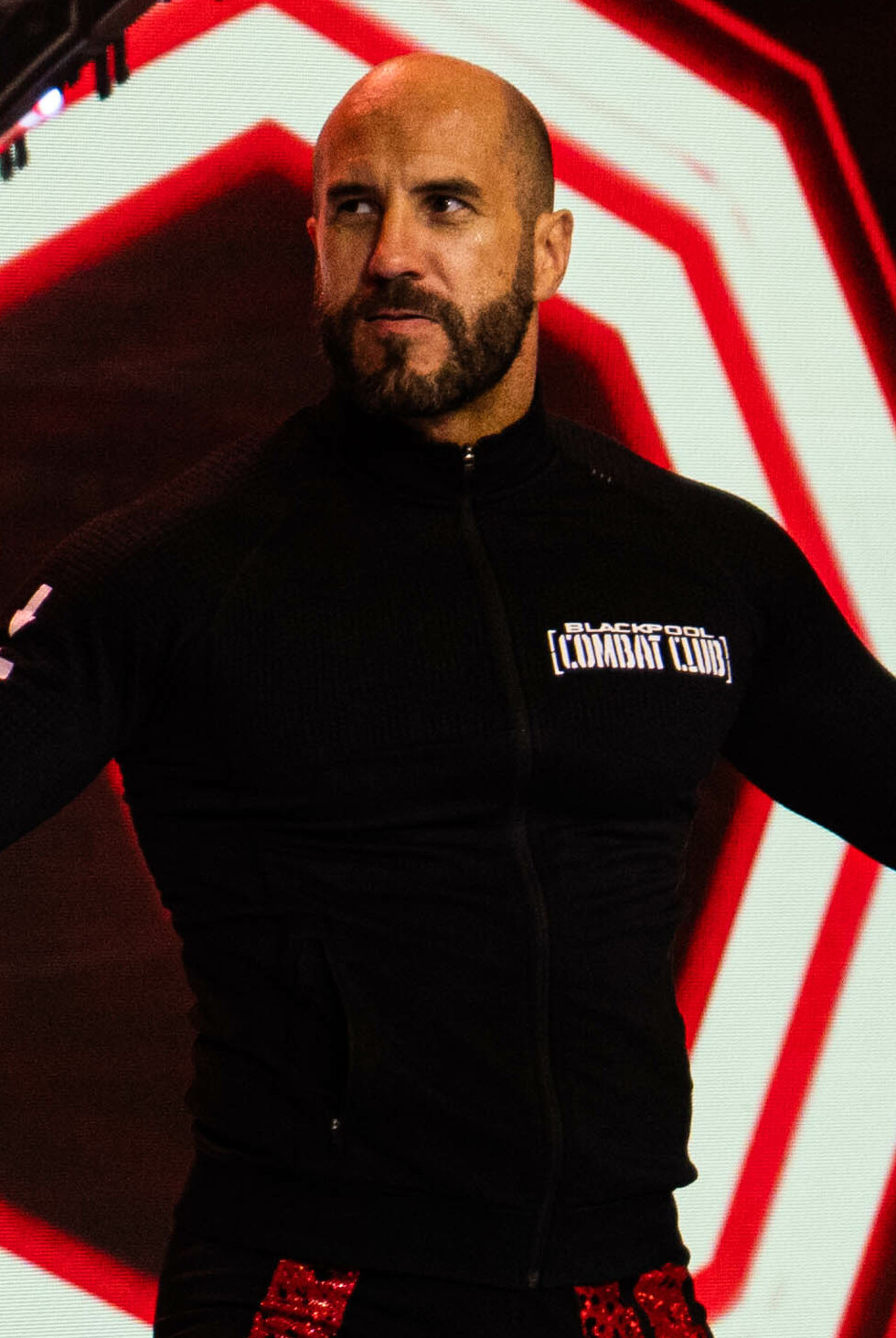
Claudio Castagnoli

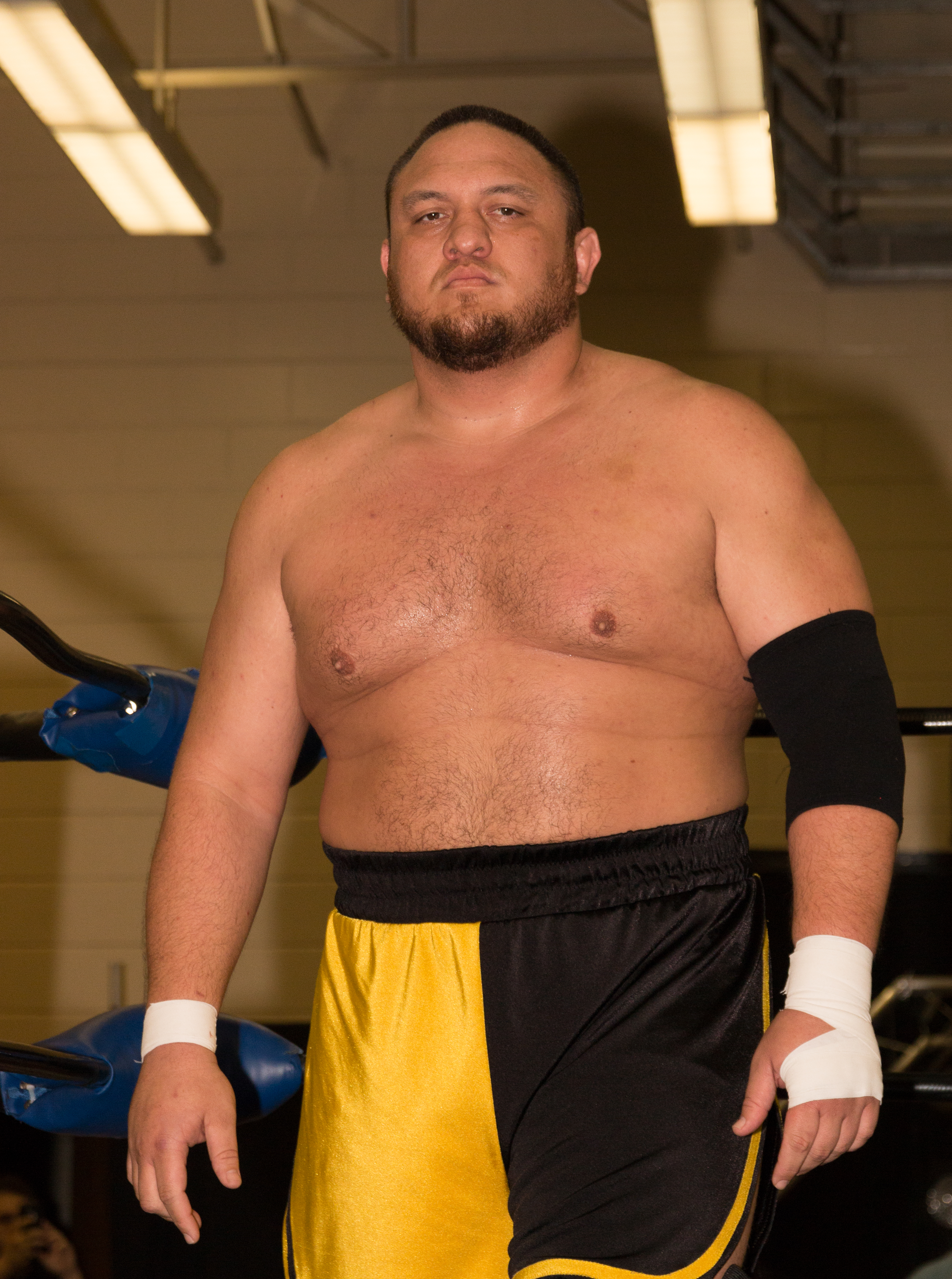
Samoa Joe

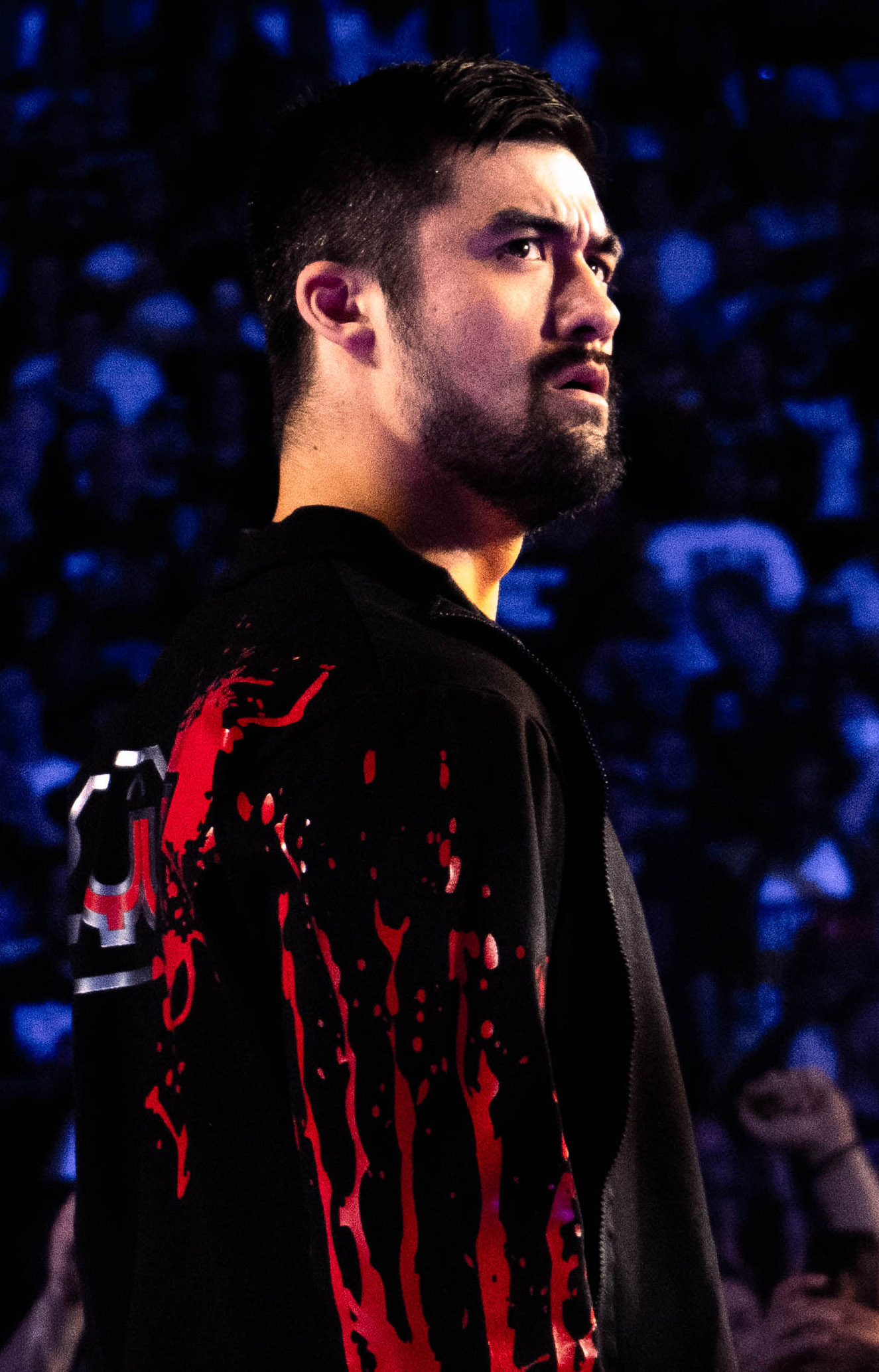
Wheeler Yuta

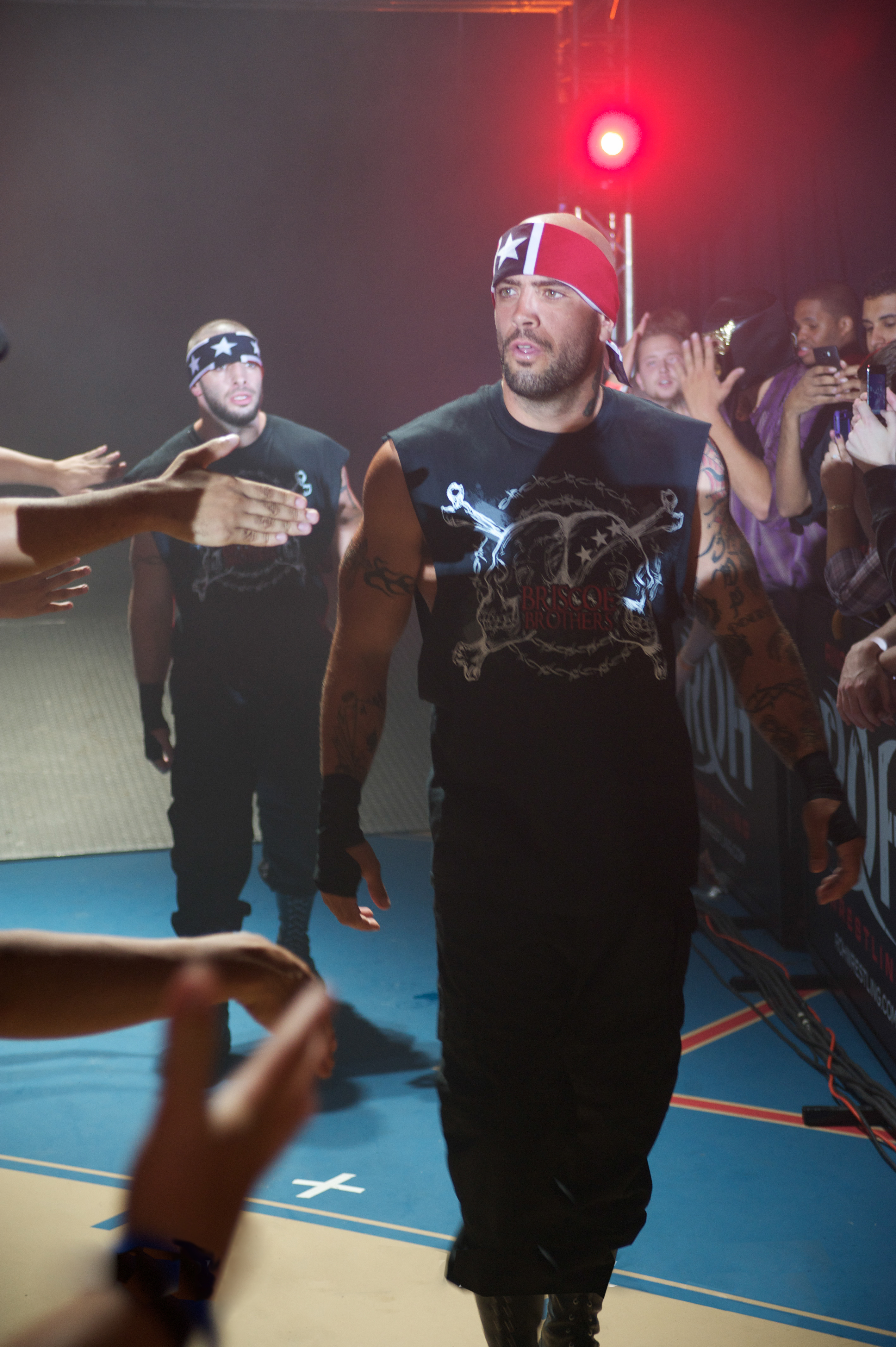
The Briscoes

| Nome no ringue     | Nome real          | Notas                                                         |
| ------------------ | ------------------ | ------------------------------------------------------------- |
| Brandon            | Desconhecido       |                                                               |
| Brent              | Desconhecido       |                                                               |
| Brian Cage         | Brian Button       | Campeão Mundial de Duplas de Seis Homens                      |
| Cash Wheeler       | Daniel Wheeler     | Campeões de Duplas da AAA e IWGP                              |
| Chris Jericho      | Christopher Irvine | Comentarista Produtor Consultor criativo                      |
| Claudio Castagnoli | Claudio Castagnoli | Campeão Mundial da ROH                                        |
| Dalton Castle      | Brett Giehl        |                                                               |
| Daniel Garcia      | Daniel Garcia      |                                                               |
| Dax Harwood        | David Harwood      | Campeões de Duplas da AAA e IWGP                              |
| Jay Briscoe        | Jamin Pugh         | Campeão Mundial de Duplas Hall da Fama da ROH                 |
| Kaun               | Bishop Kaun        | Campeão Mundial de Duplas de Seis Homens                      |
| Mark Briscoe       | Mark Pugh          | Campeão Mundial de Duplas Hall da Fama da ROH                 |
| Samoa Joe          | Nuufolau Seanoa    | Campeão Mundial de Televisão e TNT da AEW Hall da Fama da ROH |
| Toa Liona          | Bruce Leaupepe     | Campeão Mundial de Duplas de Seis Homens                      |
| Wheeler Yuta       | Paul Gruber        |                                                               |

### Lutadoras
| Nome no ringue    | Nome real      | Notas                          |
| ----------------- | -------------- | ------------------------------ |
| Mercedes Martinez | Jazmin Benitez | Campeã Mundial Feminina da ROH |
| Serena Deeb       | Serena Deeb    |                                |

### Outros talentos no ar
| Nome no ringue | Nome real        | Notas                  |
| -------------- | ---------------- | ---------------------- |
| Prince Nana    | Nana Osei Bandoh | Gerente de The Embassy |

## Equipe de transmissão

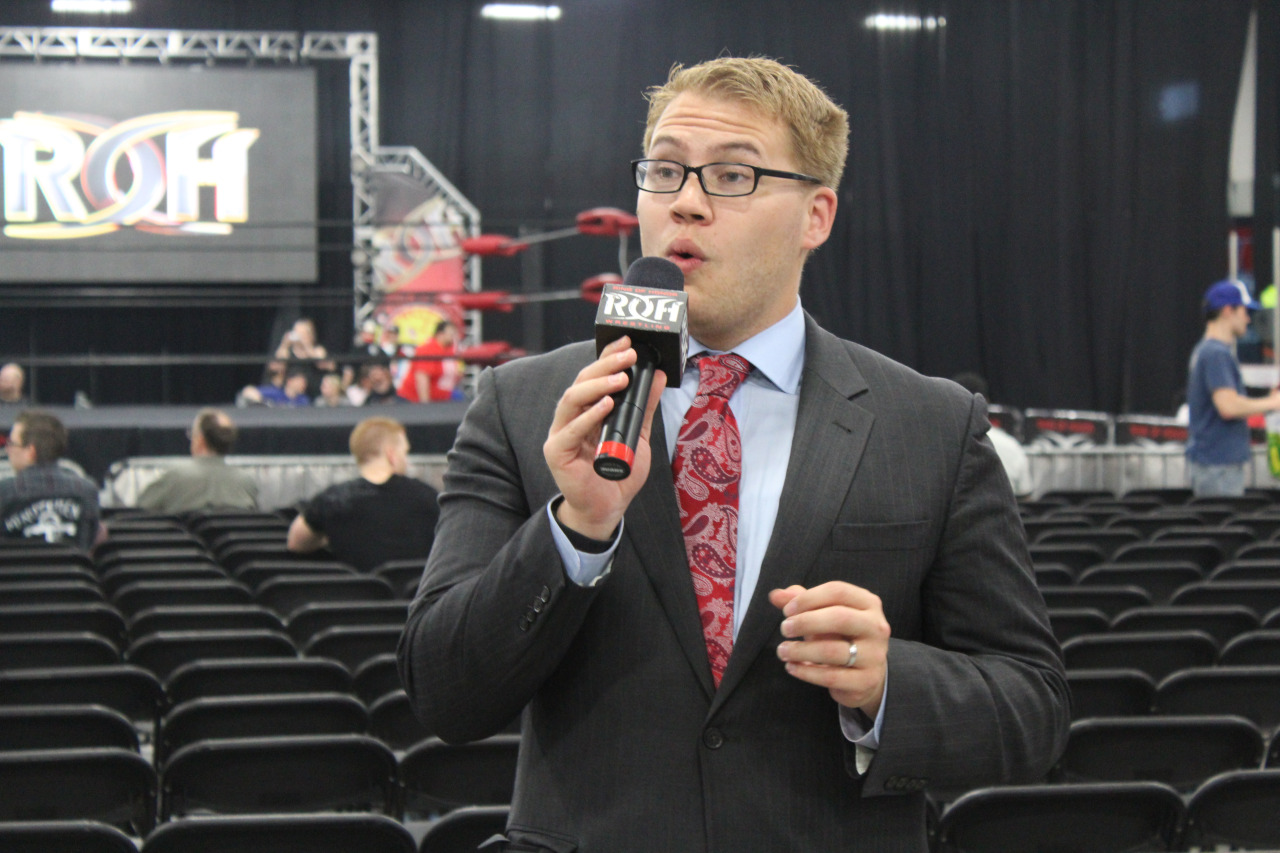
Ian Riccaboni

| Nome no ringue  | Nome real       | Notas                       |
| --------------- | --------------- | --------------------------- |
| Bobby Cruise    | Bobby Cruise    | Anunciador de ringue        |
| Caprice Coleman | Caprice Coleman | Comentarista                |
| Ian Riccaboni   | Ian Riccaboni   | Comentarista                |
| Lexy Nair       | Lexy Nair       | Entrevistador de bastidores |
| Rich Lobezno    | Rich Lobezno    | Comentarista em espanhol    |